# Caluromyinae
Caluromyinae este o subfamilie de oposumi. Aceasta include genurile extante Caluromys, Caluromysiops și Glironia, dar și genul extinct Pachybiotherium. Uneori a fost clasificată ca familie, Caluromyidae.